# Mantidactylus aerumnalis
A Mantidactylus aerumnalis  a kétéltűek (Amphibia) osztályába és  a békák (Anura) rendjébe, az aranybékafélék (Mantellidae) családjába tartozó faj. 

## Előfordulása
Madagaszkár endemikus faja. A sziget középső, keleti részén, 600–1100 m-es tengerszint feletti magasságban honos.

## Megjelenése
Kis méretű Mantidactylus faj. A hímek testhossza 23–27 mm, a nőstényeké 28–31 mm. Ötödik ujjának hossza megegyezik a harmadikéval. A hímek combmirigye feltűnő és jól látható. Hasi oldala, torka feketés, rajta fehér csík húzódik.

## Természetvédelmi helyzete
A vörös lista a nem fenyegetett fajok között tartja nyilván. Elterjedési területe viszonylag nagy, populációja nagy méretű. Számos védett területen előfordul, ennek ellenére élőhelyének elvesztése fenyegeti a mezőgazdaság, a fakitermelés, a szénégetés, az invázív eukaliptuszfajok terjedése, a legeltetés, és a lakott települések terjeszkedése következtében.